# Via delle Scienze
Via delle Scienze a Ferrara ha origini medievali. Tra i monumenti più significativi della via vi sono il palazzo Paradiso, all'angolo con via Giuoco del Pallone, e a circa metà del suo percorso la chiesa di Sant'Agnese, all'angolo con via del Carbone. Rappresenta il limite orientale a nord del ghetto di Ferrara.

## Storia
La via è parte del nucleo urbanistico medievale della città estense e almeno sin dal X secolo era parte integrante della struttura cittadina, ancora prima che iniziassero le varie addizioni che ne ampliarono le dimensioni sino alla più nota, quella di Ercole I d'Este.

### Origini del nome

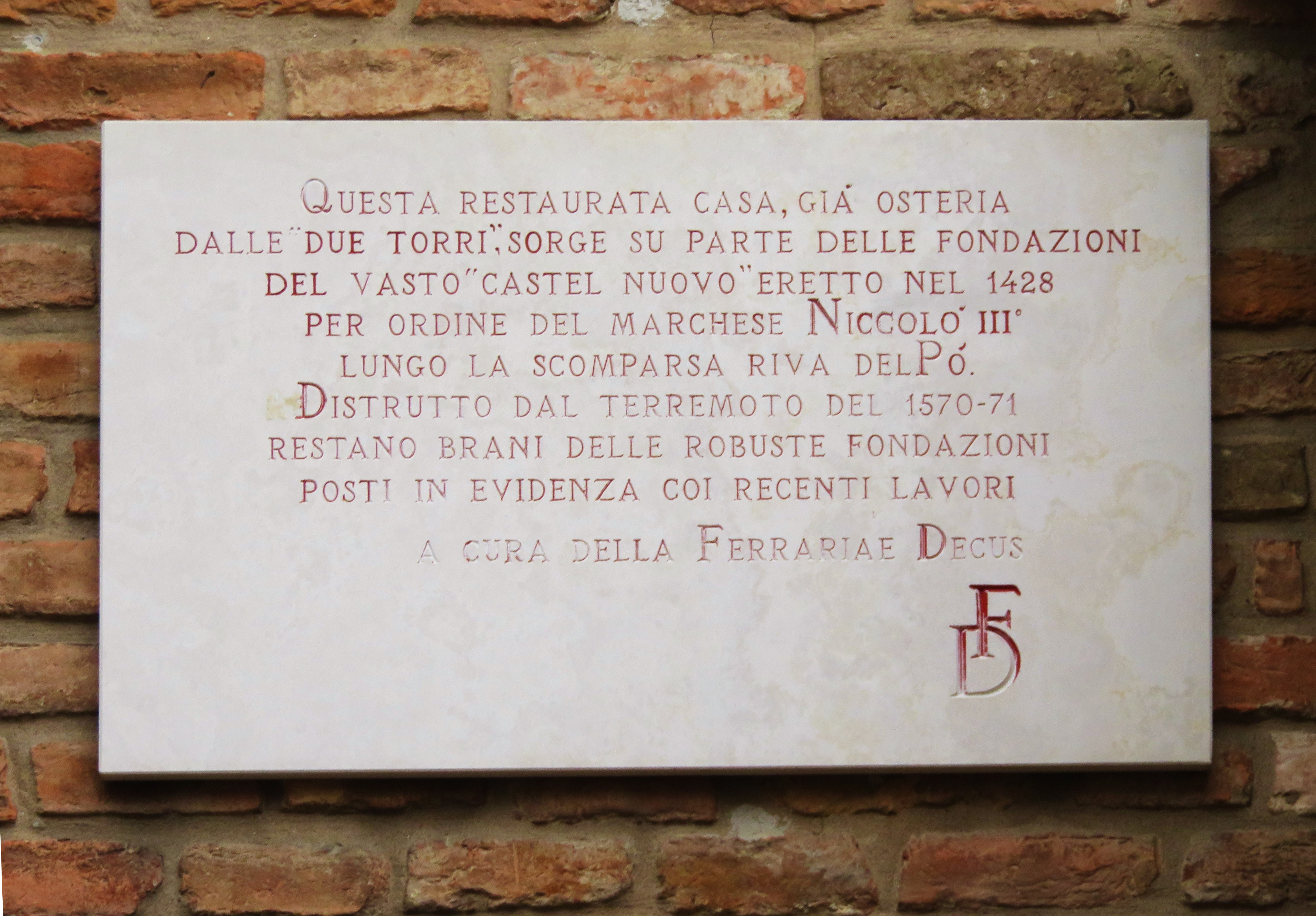
Targa in via Spronello dove era stato edificato il Castel Nuovo, a cura della Ferrariae Decus.

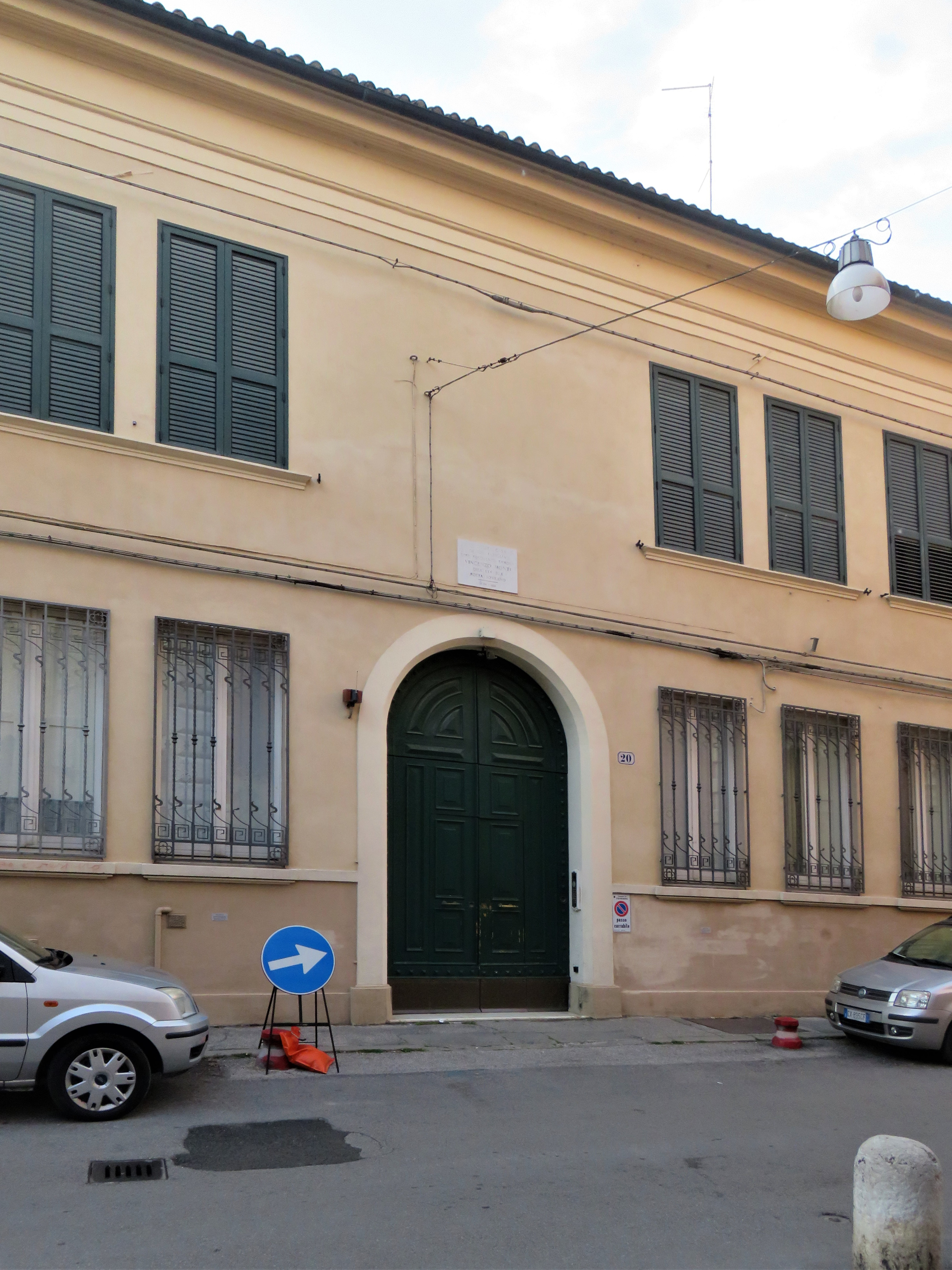
Casa di Vincenzo Monti.

A via delle Scienze o ad alcuni suoi tratti, nel corso dei secoli sono stati associati vari nomi:
- Parte della via anticamente aveva il nome di via di Sant'Agnese, in riferimento alla chiesa che si trova a circa metà del suo percorso e porta di Sant'Agnese era lo sbocco sul Po sino al 1428, quando venne distrutta per edificare il Castel Nuovo. Sino a quel momento il luogo corrispondeva alla biforcazione del fiume che formava l'isola dove era stato edificato il monastero di Sant'Antonio in Polesine.
- Un tratto della via prese anche il nome di via Spronello, denominazione che è arrivata sino ai tempi moderni, e inizia dalla piazza Verdi per arrivare ai rampari delle mura di Ferrara.
- Sul tratto superiore, diretto a nord, l'antica via delle Scienze arrivava sino alla fossa (poi divenuta corso della Giovecca) dove si concludeva in una porta con torre chiamata Santa Agnese del Terraglio. Quello era il limite settentrionale della città prima dell'Addizione Erculea. In seguito quella parte di strada prese il nome di via Terranuova.[2]
- Fu chiamata anche via del Paradiso per via del palazzo così chiamato, sorto come delizia estense poi sede universitaria e infine principale e storica biblioteca cittadina.
- La denominazione recente di via delle Scienze è legata alla presenza dello Studium, cioè l'antica sede dell'Università degli Studi di Ferrara. A lungo poi sulla via sono stati attivi laboratori di scienze e la prima sede della facoltà di fisica, ancora presente come edificio anche se con funzioni diverse.

## Luoghi di interesse
- Biblioteca comunale Ariostea, già delizia estense e sede universitaria.
- Chiesa di Sant'Agnese.
- Chiesa di Sant'Agnesina.
- Casa di famiglia del poeta Vincenzo Monti, quasi di fronte alla biblioteca Ariostea, dove lui visse quando frequentava le lezioni di medicina e giurisprudenza nell'università che allora si trovava in quella sede. Sul portone dell'ingresso è leggibile la lapide marmorea con le parole: "IN QUESTA CASA DI SUA FAMIGLIA EBBE FREQUENTE DIMORA VINCENZO MONTI DELL'ETA' SUA POETA SOVRANO 1754 - 1828". Nella biblioteca comunale, accanto alla tomba di Ludovico Ariosto, è conservata la teca col suo cuore ed il crocifisso che teneva in mano al momento della morte.[3][4]